# إليزا سبروت تورنر
إليزا سبروت تورنر، (1826-20 يونيو 1903)، كاتبة أمريكية، ومؤسسة وزعيمة اتحاد نسائي، وناشطة في مجال إلغاء عقوبة الإعدام، وحق المرأة في التصويت. بدأت تورنر كمعلّمة وكاتبة، وبعد فترة وجيزة انخرطت في عددٍ من القضايا الاجتماعية. كانت عضوًا في جمعية فيلادلفيا النسائية لمكافحة العبودية وفي عام 1882 كان لها دور فعال في تأسيس نقابة القرن الجديد للنساء العاملات. نُشرت أشعارها ووجهات نظرها حول قضايا المرأة في الصحف والمجلات.

## الحياة الشخصية
وُلدت إليزا سبروت تورنر عام 1826 في فيلادلفيا، بنسلفانيا. كان والدها كاتبًا ومزارعًا من ولاية فيرمونت، وتوفي عندما كانت تورنر فتاة صغيرة. انتقلت والدتها، ماريا لو تويتشي، إلى الولايات المتحدة مع أهلها وشقيقتيها عام 1818 واستقرت في فيلادلفيا.
تزوجت تورنر من ناثانيال راندولف في عام 1855. كان تاجرًا ثريًا في مجال الأخشاب ورجلًا متدينًا. كان زواجهما سعيدًا لكنه دام فترة قصيرة بسبب وفاة راندولف غير المتوقعة. خلال الحرب الأهلية قابلت جوزيف سي. تورنر عندما تطوع كلاهما لمساعدة الجرحى في غيتيسبيرغ حيث قدمت إليزا الرعاية الصحية للجرحى. في عام 1864، تزوجت إليزا وجوزيف. كان لديهم بيت ريفي في تشادز فورد، ولاية بنسلفانيا ومنزل في فيلادلفيا. لاحقًا توقف جوزيف تورنر عن ممارسة القانون وأصبح تاجرًا.
أصبح ابن تورنر طبيبًا بعد التحاقه بجامعة بنسلفانيا، أنشأ عائلة، وتوفي عام 1887. توفي جوزيف تورنر في أكتوبر 1902. توفيت إليزا سبروت تورنر في 20 يونيو 1903، بعد ثمانية أشهر من وفاة زوجها، في ويندتريست، تشادز فورد، بنسلفانيا.

## كاتبة
أثناء عملها كمدرّسة، كتبت تورنر الشعر والنثر، الذي نُشرَ في المجلات والصحف، في الأربعينيات والخمسينيات من القرن التاسع عشر، ظهرت أعمالها في مختارات من كتابات النساء. كتبت قصيدة مشهورة بعنوان (زيارة الملاك) لصديقتها مارغريت بيرلي.
بدأت كتاباتها تعكس اهتمامها بالحركة النسوية وحق الاقتراع كما ساهمت بعدة مقالات في مجلات، مثل صحيفة بوسطن للنساء، حول قضايا المرأة.

## ناشطة
انضمت تورنر إلى اتحاد النقابيين في فيلادلفيا عام 1847 وجمعية فيلادلفيا النسائية المناهضة للعبودية في الخمسينيات من القرن التاسع عشر. ساعدت في تأسيس جمعية بنسلفانيا لحق المرأة في الاقتراع عام 1869، وكانت أول داعم لها. في معرض فيلادلفيا عام 1876، كانت تورنر زعيمة المؤتمر النسائي ووزعت جريدة القرن الجديد للنساء التي كتبتها وحرّرتها في قسم النساء. تأسس نادي القرن الجديد النسائي في فيلادلفيا عام 1877 بعد ورقة مثيرة قدمتها تورنر في المؤتمر. كانت تورنر رئيسة من 1879 إلى 1881 وأول مُحاضرة في التنظيم الأدبي والاجتماعي والمجتمعي. أقيمت فصول مسائية للفتيات والنساء العاملات وأدى نجاحها إلى تأسيس نقابة القرن الجديد للنساء العاملات في عام 1882 حيث عقدت فصولًا مهنية ومجموعات دراسية وأنشطة في الفلسفة والتاريخ.
أحضرت تورنر أطفالًا فقراء من المدينة للبقاء في الصيف في منزلها الريفي لمدة أسبوع عام 1875 كما طورت برنامجًا رسميًا، وهو جمعية الأسبوع الريفي للأطفال في فيلادلفيا، كانت عضوًا مؤسسًا في رابطة المستهلكين في فيلادلفيا ومديرة جمعية الرأفة بالحيوان.